# سوفیا سانتی

سوفیا سانتی به انگلیسی : (Sophia Santi) با نام اصلی آنجلا استتنر به انگلیسی : (Angela Stettner)، در ۶ دسامبر ۱۹۸۱ در وینیپگ، مانیتوبا، کانادا به دنیا آمد.  او ریشه‌هایی از رومانی، مغولستان، ایرلند و اقوام سرخ اولیه کانادا چروکی دارد.  سوفیا دوران کودکی خود را در ونکوور، بریتیش کلمبیا سپری کرد و در ۱۸ سالگی به آریزونا نقل مکان کرد.  در ۲۰ سالگی به لس‌آنجلس رفت و فعالیت حرفه‌ای خود را آغاز کرد
سوفیا سانتی
سوفیا سانتی در ۱۴ سالگی به عنوان مدل فعالیت خود را آغاز کرد.  او سپس با نام هنری ناتالیا کروز (Natalia Cruze) در مجلات بزرگسالان ظاهر شد.  در نوامبر ۲۰۰۲ به عنوان "دختر ماه" مجله Penthouse انتخاب شد و در سال ۲۰۰۵ به عنوان نفر دوم "دختر سال" این مجله معرفی شد.  در سال ۲۰۰۵، سوفیا قراردادی انحصاری با شرکت Digital Playground امضا کرد و نام هنری خود را به Sophia Santi تغییر سوفیا سانتی به خاطر زیبایی خاص و حضور جذابش در صحنه‌ها، به سرعت در صنعت فیلم‌های بزرگسالان شناخته شد.  او در فیلم‌های متعددی ایفای نقش کرد و به خاطر بازی در فیلم "Island Fever 4" در سال ۲۰۰۷ جایزه AVN برای بهترین صحنه همجنس‌گرایانه زنانه را به همراه جسی جین، تیگن پرسلی و جانا کووا دریافت کرد.  در سال‌های ۲۰۰۸ و ۲۰۰۹ نیز جوایز مشابهی برای بازی در فیلم‌های "Babysitters" و "Cheerleaders" کسب سوفیا سانتی دارای قد ۱۷۸ سانتی‌متر و وزن ۵۲ کیلوگرم است.  او یک تتوی بزرگ از یک اژدهای ژاپنی در سمت چپ بدنش دارد که در ۱۸ سالگی آن را انجام داده است.  این تتو با نوشته‌ای به زبان ژاپنی همراه است که به معنای "تصور کردن" است.  سوفیا علاقه‌مند به فلسفه‌های شرقی مانند آیورودا و تانترا است و به پزشکی طبیعی و معنویت توجه علاوه بر بازیگری در فیلم‌های بزرگسالان، سوفیا سانتی در برخی از سریال‌ها و فیلم‌های جریان اصلی نیز حضور داشته است.  او در سریال‌هایی مانند "Better Call Saul"، "Dexter" و "Shameless" نقش‌های کوچکی ایفا کرده است.  

## زندگی‌نامه

### سالهای اولیه زندگی
سانتی در وینیپگ مانیتوبا به دنیا آمد ولی در ونکوور، بریتیش کلمبیا بزرگ شد. در سن ۱۸ سالگی او به زادگاه مادرش در آریزونا نقل مکان کرد و در ۲۰ سالگی او به لس آنجلس، کالفرنیا رفت. او گفته است که پدرش یک کولی رومانیایی با اصل و نسب مغولی است و مادرش نیز یک سیاه پوست ایرلندی، آلمانی و چروکی تبار است.
او می‌گوید که در کودکی بسیار شیطنت می‌کرد و در این باره گفت:«هر یک از مچ پاهایش هشت تا دوازده بار رگ به رگ شده‌اند و پنج بار رباطش پاره شده است.» و در نتیجه برای پوشیدن کفش پاشنه بلند با مشکل رو به رو می‌شود. در طول دبیرستان او به عنوان یک آشپز پیتزا کار می‌کرد و پس از آنهم به یک مدرسهٔ تجارت رفت.

### زندگی خصوصی
در سن ۱۸ سالگی او یک خالکوبی بزرگ از یک اژدهای ژاپنی بر پشت و سمت چپ بدنش انجام داد با متن そうぞうする به زبان هیراگانا که معنی آن می‌شود«امکان‌پذیر است». او یک خالکوبی کوچک از یک پروانه نیز روی شکمش دارد. او اظهار داشته که میداند که خالکوبی اعتیادآور است ولی برای همین تصمیم گرفته به جای چند خالکوبی کوچک یک خالکوبی بزرگ داشته باشد.
سانتی علاقهٔ زیادی به پزشکی سنتی و عرفان دارد و همچنین از طرفداران فلسفه «Tantric» است

## حرفه
سانتی کارش را به عنوان مانکن در سن ۱۴ سالگی آغاز کرد. او با نام ناتالیا کروز، مدلینگ بزرگسالان را شروع کرد و در نوامبر ۲۰۰۲ به عنوان سوگلی ماه مجله پنت هاوس انتخاب شد. او در سال ۲۰۰۳ شروع کرد به بازی در فیلم‌های پورنوگرافی و در ژانویه ۲۰۰۵ نیز در نمایش هوارد استرن ظاهر شد.
در سال ۲۰۰۵ او قراردادش را منحصراً با استودیو پورن «Digital Playground» امضا کرد و در همان زمان نام مستعار خود را به سوفی سانتی تغییر داد. او بیان کرده‌است که برای حرفه اش سایتی ندارد و وب سایت NataliaCruz.com را شرکت دیجیتال پلی گراند برای تبلیغات وی ساخته است.

## جایزه‌ها

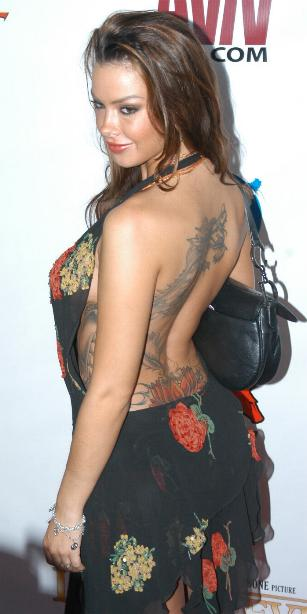
سوفیا سانتی در میهمانی دیجیتال پلی گراند برای فیلم «Island Fever 4»(تب جزیره ۴)

| سال  | مراسم      | نتیجه    | جایزه | کار انجام شده                           |
| ---- | ---------- | -------- | --- | --------------------------------------- |
| ۲۰۰۶ | جایزه FAME | نامزدشده | Rookie Starlet of the Year                                                                                                  | —                                       |
| ۲۰۰۶ | جایزه FAME | نامزدشده | Hottest Body | —                                       |
| ۲۰۰۷ | جایزه AVN  | برنده    | Best All-Girl Sex Scene, Video (with تیگان پرسلی، جسی جین و جین کوا)                                                        | Island Fever 4                          |
| ۲۰۰۷ | جایزه AVN  | نامزدشده | Best All-Girl Sex Scene, Video (with جسی کاپلی)                                                                             | Deep In Style                           |
| ۲۰۰۷ | FAME Award | نامزدشده | Hottest Body | —                                       |
| ۲۰۰۸ | AVN Award  | برنده    | Best All-Girl Sex Scene, Video (with الکترا بلوونسا لین، سمی رودس، آنجی ساویج و لکسی تایلر)                                 | Babysitters                             |
| ۲۰۰۸ | FAME Award | نامزدشده | Hottest Body | —                                       |
| ۲۰۰۹ | AVN Award  | نامزدشده | Best All-Girl 3-Way Sex Scene (with هناویو جولی و نینا مرسدس)                                                               | Chop Shop Chicas                        |
| ۲۰۰۹ | AVN Award  | نامزدشده | Best Group Sex Scene (with Mikayla Mendez, کایلانی لی، ایوان استون و Barry Scott)                                           | The Wicked                              |
| ۲۰۰۹ | AVN Award  | برنده    | Best All-Girl Group Sex Scene (with جسی جین، شی جردن، استویا، ایدریانا لین، برایانا لاو، لکسی تایلر، ممفیس مونرو و پریا رای | Cheerleaders                            |
| ۲۰۱۰ | AVN Award  | نامزدشده | Best All-Girl Three-Way Sex Scene (with آنجی ساویج و نیکی بنز)                                                              | Penthouse Variations: Slave for a Night |
| ۲۰۱۱ | AVN Award  | نامزدشده | Best All-Girl Group Sex Scene (with Sandee Westgate, آنجی ساویج و الکترا بلوونسا لین)                                       | Speed                                   |